# Marc Gasol
Marc Gasol Sáez (Barcelona, 29 de enero de 1985) es un exjugador de baloncesto y dirigente deportivo español que disputó 20 temporadas como profesional. Con 2,11 metros de altura jugaba en la posición de pívot.
Fue jugador de la NBA durante 13 temporadas consecutivas. Entre sus mayores logros está el título de campeón logrado el 13 de junio de 2019 con los Toronto Raptors, el título individual de mejor defensor de la NBA en 2013, su inclusión en el mejor quinteto de la liga en 2015, sus tres selecciones para el partido el All-Star (en 2012, 2015 y 2017) y los numerosos récords personales logrados en su primera franquicia, los Memphis Grizzlies. Tras su última temporada en Los Ángeles Lakers, Marc dejó la NBA con unos registros de 990 partidos jugados entre temporada regular play-off en 3 franquicias diferentes.
También fue internacional absoluto con la selección española de 2006 a 2021, equipo en el que se proclamó campeón del mundo en 2006 y en 2019, subcampeón olímpico en Pekín 2008 y Londres 2012, y dos veces campeón de Europa en 2009 y 2011. También ha sido subcampeón de Europa en 2007 y en los Europeos de 2013 y 2017 consiguió la medalla de bronce.
En sus primeras temporadas en Europa, Marc jugó tres años en el FC Barcelona (proclamándose campeón ACB en 2004) y dos en el Akasvayu Girona, donde acabó de explotar como MVP de la ACB en la temporada 2007-08. Tras dejar la NBA, en 2021 empezó una segunda etapa en el Viejo Continente regresando al Bàsquet Girona, equipo del que es fundador y presidente desde 2014, cargo que seguirá ocupando tras su retirada en 2024.
Apenas 24 horas después de anunciar su retirada, los Memphis Grizzlies anunciaron por su parte que su camiseta con el número 33 sería retirada del equipo como homenaje, en un acto que tuvo lugar el 6 de abril de 2024, en un partido ante Philadelphia 76ers. Es la segunda camiseta que cuelga de lo alto del FedExForum tras la de Zach Randolph.
Es hermano menor de Pau Gasol (n. 1980), también jugador de baloncesto.

## Trayectoria deportiva

### Instituto
Marc creció jugando muchísimos partidos en el Club Bàsquet Cornellà pero ante la marcha de su hermano Pau Gasol a la NBA se marchó con él y jugó en el Lausanne Collegiate School, en Memphis. Allí jugó desde 2001 hasta 2003 y se convirtió rápidamente en la estrella del equipo y en el máximo anotador y reboteador a nivel de institutos en Memphis.
Consiguió que su equipo se convirtiera en el mejor de la región y sus compañeros aseguran que fue uno de los máximos responsables de esta situación. El público acudía a verle jugar dada la expectación que creó en la ciudad.
Marc promedió 27,5 puntos, 12,5 rebotes y 5,7 tapones, con unos porcentajes de 51 % en tiros de campo y un 42 % en triples. La gran temporada de Marc le sirvió para quedarse a las puertas del título de "Mister Basketball", un galardón que entrega la Asociación de Atletas de Secundaria de Tennessee.
De los 32 partidos disputados, 26 cayeron del lado del conjunto que lideró el español. En muchos de esos partidos los números de Marc fueron espectaculares superando los 40 puntos y los 15 rebotes en muchos de ellos.
Desechó ofertas de universidades para regresar a Barcelona e intentar seguir los pasos de su hermano mayor Pau y despuntar en la Liga ACB.

### ACB
Debutó en la Liga ACB el 26 de octubre de 2003 en la victoria frente a Estudiantes 91-77. Esa misma temporada colaboró en la conquista de la Liga ACB, pese a su escasa participación.
En la temporada 2004-05 disputó un total de 17 partidos en la Liga ACB (3 en el playoff), con unos promedios de 5,1 puntos y 3,7 rebotes en liga regular. En la Euroliga mejoró sensiblemente sus números con 5 puntos y 4,9 rebotes. Al finalizar la temporada, disputó el Europeo sub-20, donde brilló con 16,8 puntos, 9,3 rebotes y 2,3 tapones.
En la temporada 2005-06 siguió formando parte del Baloncesto Club Winthentur Barcelona
Su crecimiento como jugador llegó ese verano, donde logró la medalla de oro en el Mundial de Japón 2006 teniendo un papel importante para el rol que desempeñó. Dio continuación a ese buen rendimiento en el Akasvayu Girona. Allí irrumpió con 10,8 puntos, 5,6 rebotes y casi un tapón por partido. 
Fue nombrado por primera vez en su carrera MVP de la jornada en la Liga ACB, tras firmar ante el Tau Vitoria 16 puntos, 13 rebotes y 36 puntos de valoración. 
Logró la Liga Catalana y la FIBA EuroCup, promediando 9,1 puntos y 4,6 rebotes en 18,6 minutos de media. Disputó el All Star de la FIBA Eurocup.
En la temporada 2007-08, Marc consiguió números realmente espectaculares, los cuales valieron para ser nombrado MVP (Most Valuable Player) de 11 jornadas de la ACB, superando el récord absoluto de la competición, hasta entonces en manos del lituano Arvydas Sabonis. Además fue nombrado MVP de la fase regular de la liga y formó parte del quinteto ideal de la ACB.

### NBA

#### Memphis Grizzlies
Fue seleccionado por Los Angeles Lakers en la 2.ª ronda (puesto 48) del draft de 2007 de la NBA. El 1 de febrero de 2008, los Memphis Grizzlies se hacen con los derechos deportivos del jugador en una operación que llevaría a su hermano Pau a Los Angeles Lakers. En junio del mismo año, Marc Gasol firma un contrato por tres años con los Memphis Grizzlies, convirtiéndose en el 9º jugador español en firmar por un equipo de la NBA. El 29 de octubre de 2008 debuta en la NBA contra los Houston Rockets, siendo el primer español en hacerlo como titular, anotando 12 puntos y capturando 12 rebotes.
A finales de enero de 2009, los entrenadores asistentes de los equipos NBA, designaron a Gasol como uno de los integrantes del equipo de los rookies que habría de enfrentarse a los jugadores de segundo año en el All Stars de Phoenix. Al término de la temporada regular, entra en el 6.º puesto como rookie del año, por detrás de Derrick Rose (ganador) y O. J. Mayo de su mismo equipo, entre otros. También en esta temporada le arrebata uno de los récords de franquicia a su hermano Pau, el de mejor porcentaje de tiros de campo en una temporada.
En la temporada 2010-2011, con la celebración del décimo aniversario de la franquicia, el equipo consiguió clasificar para los playoffs, tras cuatro años de ausencia, sustentados en una efectiva e intensa presión defensiva. El conjunto consiguió establecer un estilo de juego definido, marcado por la determinación y el trabajo duro de todos sus participantes, que les honró con el sobrenombre de "Grit and grind". En la postemporada, consiguieron ser la sorpresa de la primera ronda, eliminando a los San Antonio Spurs de Tim Duncan, que ostentaban la mejor marca del oeste. Por primera vez en su historia Memphis Grizzlies clasificaba para las Semifinales de Conferencia, y aunque fueron vencidos por los Oklahoma City Thunder, habían hecho historia y el apodo de "Grit and grind" les acompañaría desde entonces.
En el mes de junio de 2011 los Grizzlies, por medio de su General Manager Chris Wallace, ofrecieron una ampliación del contrato con el equipo, al convertirse el jugador en agente libre restringido, pudiendo aceptar cualquier oferta siempre que superase la de su equipo.
El 11 de diciembre le llega una oferta de los Houston Rockets pero al tratarse de un agente libre restringido su equipo los Memphis Grizzlies igualan la oferta y le retienen con un contrato de 58 millones de dólares por 4 años lo que le sitúa entre los mejor pagados de la NBA.
El 23 de enero de 2012, fue elegido por primera vez Jugador de la Semana tras liderar a los Grizzlies en una semana perfecta, con 4 victorias y ninguna derrota, promediando 19,5 puntos, 9,8 rebotes, 4,5 asistencias y 2,5 tapones por partido. En febrero de 2012 es seleccionado como reserva del equipo del Oeste del All-Star Game 2012, que se disputaría en Orlando. Su entrenador durante el partido fue Scott Brooks.
El 24 de abril de 2013, fue nombrado Mejor Defensor de la NBA, convirtiéndose así en el primer jugador europeo en recibir dicho galardón. Esa misma temporada es elegido también en el segundo mejor quinteto defensivo y en el segundo mejor quinteto de la NBA.
En la temporada 2014-15 los Memphis Grizzlies consiguen firmar el mejor inicio de su historia con 21 victorias y 4 derrotas, destacando Marc Gasol una vez más como uno de los puntales del equipo. En febrero de 2015 disputó su segundo All-Star Game, esta vez como titular, al igual que su hermano Pau. Ambos disputaron el salto inicial del partido, siendo la primera pareja de hermanos en ser titulares en el partido de las estrellas, y los primeros europeos en ser elegidos por votación popular para el quinteto inicial. Al término de la temporada fue incluido en el mejor quinteto de la liga.
En febrero de 2017 es elegido para disputar su tercer All-Star Game.
El 16 de noviembre de 2018, Marc superó a Zach Randolph como máximo reboteador de la historia de los Grizzlies.

#### Toronto Raptors

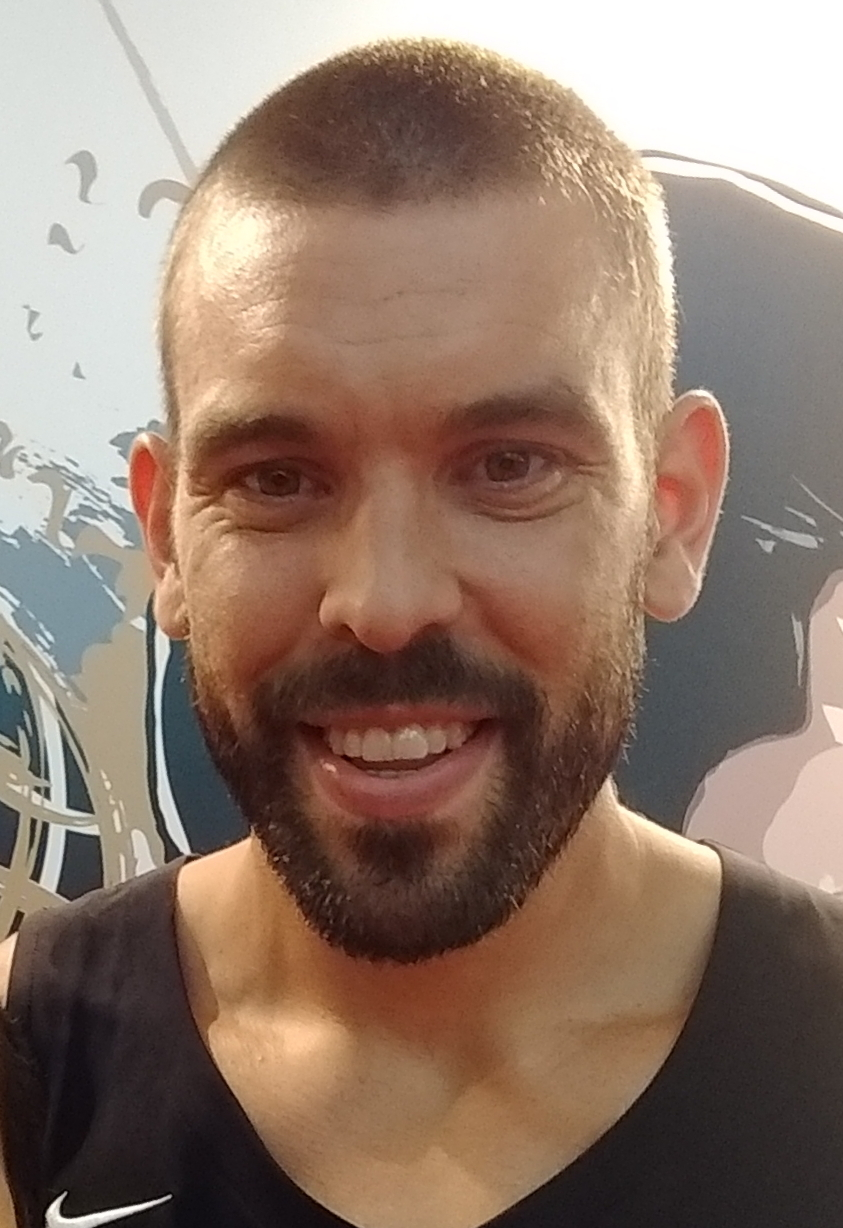
Marc Gasol en julio de 2018.

El 7 de febrero de 2019, es traspasado a Toronto Raptors a cambio de Jonas Valančiūnas, Delon Wright y C.J. Miles.
El 13 de junio de 2019, con Toronto Raptors, se proclamó campeón de la NBA tras derrotar en la final a los Golden State Warriors por 4-2.
Llegado el momento de grabar el anillo de campeón con una frase elegida por el jugador, Marc hizo un homenaje a su anterior equipo y se decantó por grabar "Grit and grind", apodo que recibía el equipo del Estado de Tennessee durante los años que estuvo en la franquicia.

#### Los Angeles Lakers
Después de año y medio en Toronto, el 22 de noviembre de 2020, ficha por Los Angeles Lakers.
Tras una temporada en Los Ángeles, el 10 de septiembre de 2021 es traspasado a Memphis Grizzlies donde es cortado por los Grizzlies, quedando como agente libre.

### LEB Oro y ACB
En noviembre de 2021, se hizo oficial su incorporación como jugador del Bàsquet Girona, club que fundó en 2014 y que ahora preside, y que, en ese momento, militaba en LEB Oro. El 16 de enero de 2022 ante el Movistar Estudiantes anota 23 puntos y captura 12 rebotes.
El 19 de junio de 2022 consiguió el ascenso a la Liga ACB tras ganar al Movistar Estudiantes en el partido por el ascenso, por 66-60.
Comenzó la temporada 2022-23 con el Girona y se convirtió, tras recibir el visto bueno de la Asamblea de la Liga, en el primer jugador-presidente de la historia de la Liga Endesa. En su regreso a la máxima competición española consiguió 21 puntos, 7 rebotes y 7 asistencias ante el Real Madrid, en 25 minutos de juego. Terminó la temporada promediando 10,5 puntos y 5,7 rebotes en 30 encuentros.
Decidió no disputar la temporadas 2023-24 y, a finales de enero de 2024, con 39 años, anunció su retirada como jugador profesional.

### Selección nacional

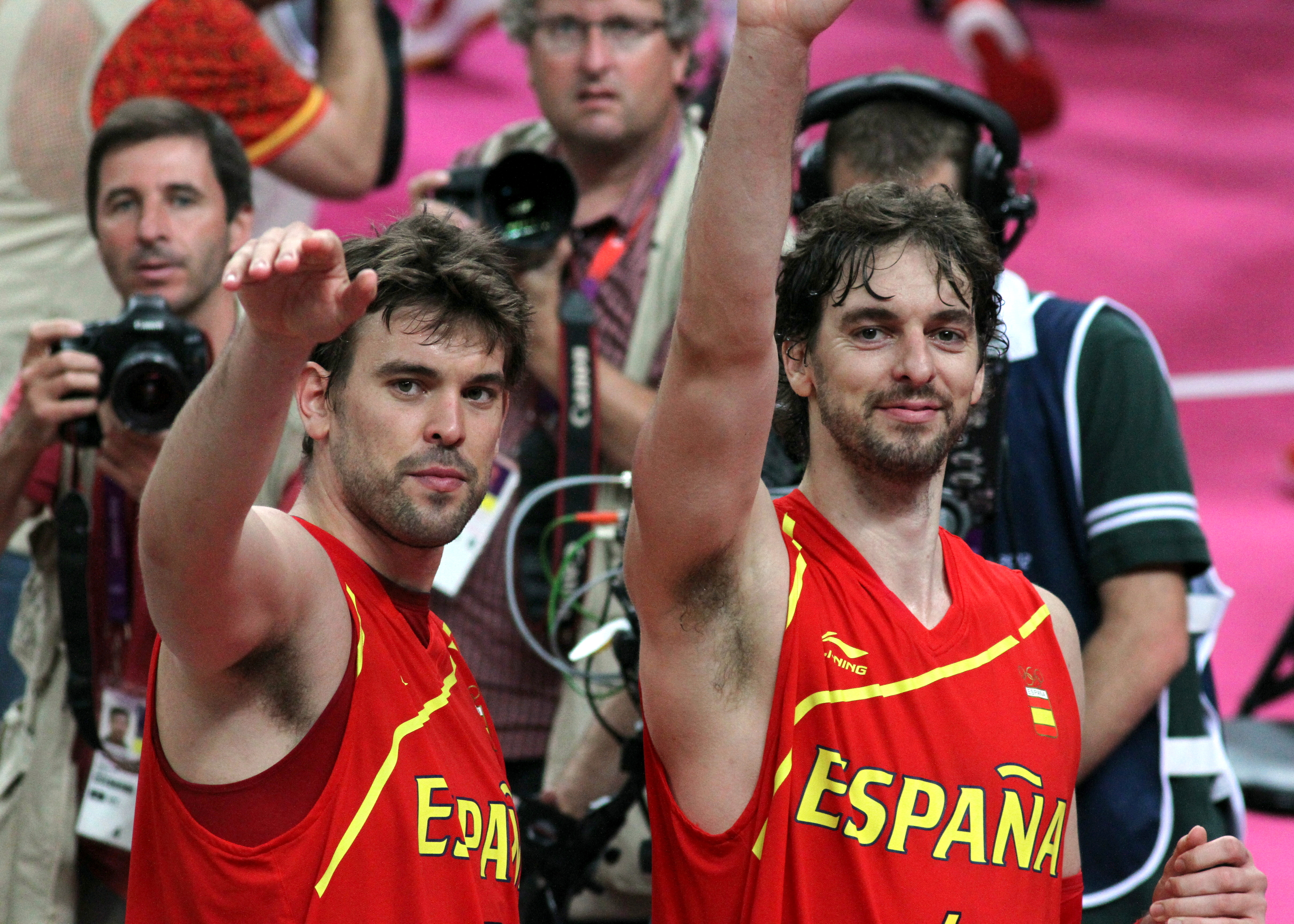
Marc y su hermano Pau Gasol, en los Juegos Olímpicos de Londres 2012.

Marc Gasol ha pasado por todas las categorías inferiores de la selección nacional, logrando la medalla de bronce en el Europeo sub-16 de 2001 disputado en Riga.
Con la selección absoluta, debutó proclamándose campeón del mundo en el Mundial de 2006 en Japón. Además ha participado en cuatro campeonatos de Europa, conseguido cuatro medallas: dos de oro, en el de Polonia 2009 y en el de Lituania 2011, una de plata en el de España 2007, y una de bronce en el de Eslovenia 2013 (siendo incluido en el mejor quinteto del campeonato); y ha participado en dos Juegos Olímpicos: los Juegos Olímpicos de Pekín 2008 y los de Londres 2012, proclamándose subcampeón olímpico y disputando la final ante Estados Unidos en ambos. En el Eurobasket 2013 asume galones de líder en un equipo con numerosas bajas, como su hermano Pau Gasol, Felipe Reyes o Juan Carlos Navarro y consigue un meritorio bronce. En el Mundial de 2014, siendo anfitriones y grandes favoritos el equipo español cae en cuartos ante Francia. En el Eurobasket 2015, renuncia para descansar durante el verano, después de nueve años seguidos jugado torneos internacionales con España. Los Juegos Olímpicos de 2016 no los disputa después de haber padecido una grave lesión durante todo el año. En verano de 2017 disputa el Eurobasket 2017, consiguiendo un nuevo bronce.
De nuevo, para el Mundial de 2019 en China, Marc forma parte de la lista de convocados por Sergio Scariolo. Se proclama campeón del mundo en 2019 con la selección española en la final contra Argentina.
En verano de 2021 en Tokio, disputó sus terceros Juegos Olímpicos. El 3 de agosto, al término de la competición para la selección, que terminó en sexto lugar, anunció su retirada definitiva de la selección, después de 15 años, 9 medallas, habiendo disputado 191 encuentros y habiendo anotado 1850 puntos.

## Estadísticas de su carrera en la NBA
|  | Denota temporadas en las que ganó el Campeonato de la NBA |

### Temporada regular
| Año      | Equipo      | PJ  | PT  | MPP  | %TC  | %3P  | %TL  | RPP | APP | ROB | TPP | PPP  |
| -------- | ----------- | --- | --- | ---- | ---- | ---- | ---- | --- | --- | --- | --- | ---- |
| 2008-09  | Memphis     | 82  | 75  | 30.7 | .530 | .000 | .733 | 7.4 | 1.7 | .8  | 1.1 | 11.9 |
| 2009-10  | Memphis     | 69  | 69  | 35.8 | .581 | .000 | .670 | 9.3 | 2.4 | 1.0 | 1.6 | 14.6 |
| 2010-11  | Memphis     | 81  | 81  | 31.9 | .527 | .429 | .748 | 7.0 | 2.5 | .9  | 1.7 | 11.7 |
| 2011-12  | Memphis     | 65  | 65  | 36.5 | .482 | .083 | .748 | 8.9 | 3.1 | 1.0 | 1.9 | 14.6 |
| 2012-13  | Memphis     | 80  | 80  | 35.0 | .494 | .071 | .848 | 7.8 | 4.0 | 1.0 | 1.7 | 14.1 |
| 2013-14  | Memphis     | 59  | 59  | 33.4 | .473 | .182 | .768 | 7.2 | 3.6 | 1.0 | 1.3 | 14.6 |
| 2014-15  | Memphis     | 81  | 81  | 33.2 | .494 | .200 | .795 | 7.8 | 3.8 | .9  | 1.6 | 17.4 |
| 2015-16  | Memphis     | 52  | 52  | 34.4 | .464 | .667 | .829 | 6.9 | 3.8 | .9  | 1.3 | 16.6 |
| 2016-17  | Memphis     | 71  | 71  | 34.6 | .460 | .385 | .832 | 6.2 | 4.6 | .9  | 1.3 | 19.8 |
| 2017-18  | Memphis     | 73  | 73  | 33.0 | .420 | .341 | .834 | 8.1 | 4.2 | .7  | 1.4 | 17.2 |
| 2018-19  | Memphis     | 53  | 53  | 33.7 | .444 | .344 | .756 | 8.6 | 4.7 | 1.1 | 1.2 | 15.7 |
| 2018-19  | Toronto     | 26  | 19  | 24.9 | .465 | .442 | .769 | 6.6 | 3.9 | .9  | .9  | 9.1  |
| 2019-20  | Toronto     | 44  | 43  | 26.4 | .427 | .385 | .735 | 6.3 | 3.3 | .8  | .9  | 7.5  |
| 2020-21  | L.A. Lakers | 52  | 42  | 19.1 | .454 | .410 | .720 | 4.1 | 2.1 | .5  | 1.1 | 5.0  |
| Total    | Total       | 891 | 866 | 32.2 | .481 | .360 | .776 | 7.4 | 3.4 | .9  | 1.4 | 14.0 |
| All-Star | All-Star    | 3   | 1   | 23.1 | .538 | .000 | .000 | 7.7 | 3   | 1   | 1   | 6.7  |

### Playoffs
| Año   | Equipo      | PJ | PT | MPP  | %TC  | %3P  | %TL  | RPP  | APP | ROB | TPP | PPP  |
| ----- | ----------- | -- | -- | ---- | ---- | ---- | ---- | ---- | --- | --- | --- | ---- |
| 2011  | Memphis     | 13 | 13 | 39.9 | .511 | .000 | .699 | 11.2 | 2.2 | 1.1 | 2.2 | 15.0 |
| 2012  | Memphis     | 7  | 7  | 37.3 | .522 | .000 | .791 | 6.7  | 3.1 | .3  | 1.9 | 15.1 |
| 2013  | Memphis     | 15 | 15 | 40.6 | .454 | .000 | .800 | 8.5  | 3.2 | .9  | 2.2 | 17.2 |
| 2014  | Memphis     | 7  | 7  | 42.7 | .405 | .000 | .794 | 7.7  | 4.4 | 1.7 | .9  | 17.3 |
| 2015  | Memphis     | 11 | 11 | 37.8 | .394 | .000 | .852 | 10.3 | 4.5 | .9  | 1.7 | 19.7 |
| 2017  | Memphis     | 6  | 6  | 40.0 | .470 | .583 | .939 | 6.5  | 4.2 | .9  | 1.7 | 17.2 |
| 2019  | Toronto     | 24 | 24 | 30.6 | .422 | .382 | .870 | 6.4  | 3.0 | .9  | 1.1 | 9.4  |
| 2020  | Toronto     | 11 | 11 | 20.7 | .391 | .185 | .733 | 4.4  | 2.6 | .5  | .6  | 6.0  |
| 2021  | L.A. Lakers | 5  | 1  | 17.4 | .615 | .636 | .750 | 3.8  | 3.0 | .8  | .8  | 5.2  |
| Total | Total       | 99 | 95 | 34.3 | .444 | .366 | .808 | 7.5  | 3.2 | .8  | 1.4 | 13.4 |

## Vida personal

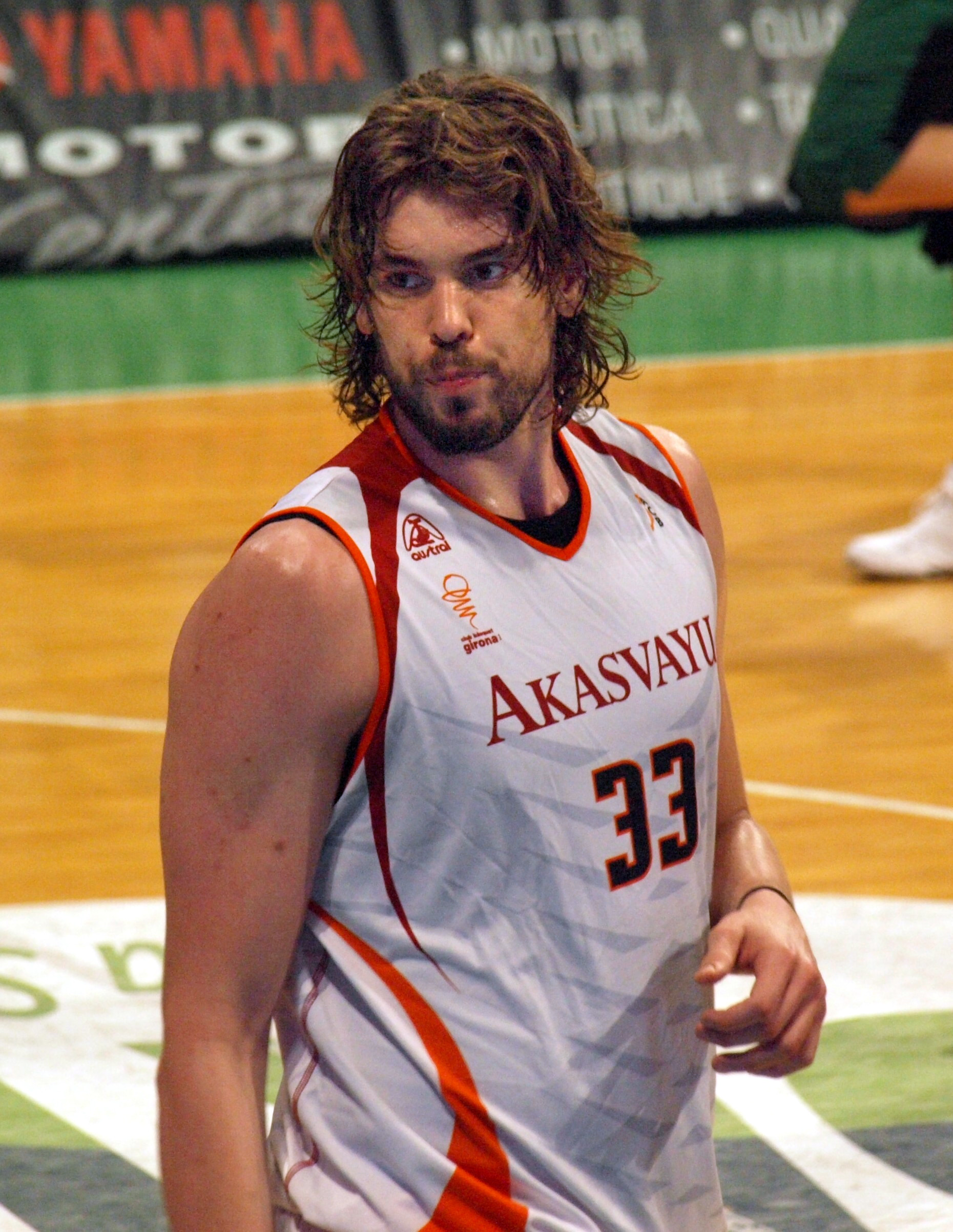
Marc Gasol, con la camiseta del Akasvayu Girona, durante la disputa del tercer partido de los cuartos de final de los play-off de la liga ACB 2007-08 en el Pabellón Olímpico de Badalona.

Nació en el Hospital de San Pablo, en la ciudad española de Barcelona el 29 de enero de 1985, en el seno de una familia relacionada con la medicina, aunque a los pocos años se trasladó a San Baudilio de Llobregat. Su padre, Agustín Gasol, es enfermero, y su madre, Marisa Sáez, es médico internista. Su hermano mayor, Pau Gasol, es también jugador de baloncesto. Tiene un hermano menor, Adrià, que dio sus primeros pasos en el baloncesto en un instituto de secundaria de Memphis.
Marc Gasol está casado con Cristina Blesa, con quien tuvo dos hijos, Julia en 2014 y Luca en 2017.

### Labor y compromiso social
En 2013 funda, junto a su hermano Pau la Gasol Fundation, creada para colaborar en la promoción comunitaria de la salud y el fomento de hábitos de vida saludable, especialmente para prevenir y combatir la obesidad infantil. En noviembre de 2015, tras ser galardonado con "Global Impact Player", premio que otorga la National Basketball Players Association (NBPA), el sindicato que representa a los jugadores de la NBA creó una camiseta para colaborar con la fundación. En marzo de 2017 deciden trasladar la sede de la fundación de Barcelona a San Baudilio de Llobregat, su ciudad natal.
En mayo de 2018, crean la webserie educativa "La Galaxia Saludable", con la que se intenta fomentar los hábitos saludables en el ámbito familiar.
En septiembre de 2019, la Gasol Foundation presentó el 'Estudio Pasos', pionero en estudiar los niveles de obesidad en la franja de edad entre los 8 y los 16 años, que también arrojaba luz sobre los niveles de sedentarismo de los niños y adolescentes.
En octubre de 2019, fueron galardonados con el 'Premio de Especial Reconocimiento de la Estrategia NAOS' por la labor que desempeñan a través de la Fundación Gasol.
Gasol está involucrado también con la ONG Proactiva Open Arms, dedicada a operaciones de búsqueda y rescate de migrantes en el mar Mediterráneo.

## Votaciones para elAll-Star Game de la NBA
| Año  | Número de Votos | Elegido | Equipo             |
| ---- | --------------- | ------- | ------------------ |
| 2009 | (-)             | No      | Memphis Grizzlies  |
| 2010 | 353.155         | No      | Memphis Grizzlies  |
| 2011 | 524.932         | No      | Memphis Grizzlies  |
| 2012 | 285.525         | Sí      | Memphis Grizzlies  |
| 2013 | 153.459         | No      | Memphis Grizzlies  |
| 2014 | (-)             | No      | Memphis Grizzlies  |
| 2015 | 795.121         | Sí      | Memphis Grizzlies  |
| 2016 | (-)             | No      | Memphis Grizzlies  |
| 2017 | 273.705         | Sí      | Memphis Grizzlies  |
| 2018 | 80.251          | No      | Memphis Grizzlies  |
| 2019 | 102.405         | No      | Memphis Grizzlies  |
| 2020 | 201.196         | No      | Toronto Raptors    |
| 2021 | 46.896          | No      | Los Angeles Lakers |

## Logros y reconocimientos
Selección española
- Campeón del Campeonato Mundial de 2006 de Japón.
- Campeón del Campeonato Mundial de 2019 de China.
- Campeón del Eurobasket 2009 de Polonia
- Campeón del Eurobasket 2011 de Lituania
- Subcampeón del Eurobasket 2007 de España
- Medalla de Bronce en el Eurobasket 2013 en Eslovenia
- Medalla de Bronce en el Eurobasket 2017 en Rumanía, Israel, Finlandia y Turquía
- Medalla de Plata en los Juegos Olímpicos de Pekín 2008
- Medalla de Plata en los Juegos Olímpicos de Londres 2012

Clubes
- 1 Liga ACB: 2003-04, con el FC Barcelona
- 1 FIBA EuroCup: 2006-07, con el Akasvayu Girona
- 1 NBA: 2019, con los Toronto Raptors

Individual
- MVP de la Liga ACB 2007-08 con el Akasvayu Girona
- Máximo reboteador Liga ACB 2007-08 con el Akasvayu Girona
- Segundo Equipo de Rookies en la NBA
- Mejor Defensor de la NBA en la 2012-13
- 3 veces All-Star de la NBA (2012, 2015 y 2017)
- Incluido en el segundo Mejor Quinteto de la NBA 2012-13
- Incluido en el segundo Mejor quinteto defensivo de la NBA  2012-13
- Incluido en el Quinteto ideal del Eurobasket 2013
- Incluido en el primer Mejor Quinteto de la NBA 2014-15
- Premio Princesa de Asturias de los Deportes (2015)
- Medalla de Plata de la Real Orden del Mérito Deportivo, otorgada por el Consejo Superior de Deportes (2009)
- Retirada del dorsal número '33' de Memphis Grizzlies
- Hall of Fame del Baloncesto Español (2024)

| Predecesor: Maratón de Nueva York Estados Unidos | 29º Premio Princesa de Asturias de los Deportes compartido con Pau Gasol 2015 | Sucesor: · Javier Gómez Noya · España |